# دروازه براندنبورگ

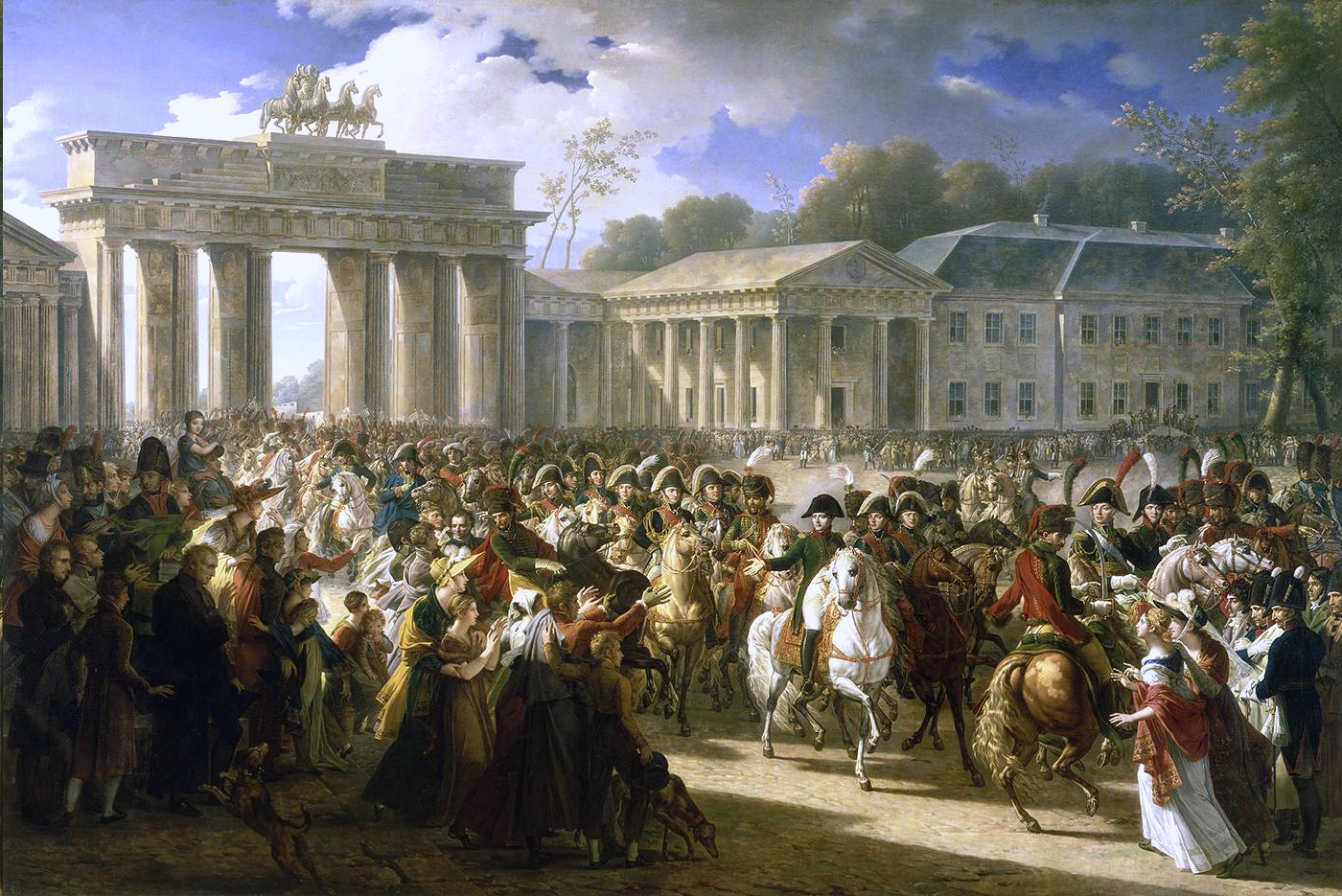
تابلوی ناپلئون در برلین اثر چارلز مینر. ارابه چهاراسبه کوآدریگا نشان‌دهنده نمادین پیروزی ناپلئون بناپارت است.

دروازه براندنبورگ (به آلمانی: Brandenburger Tor) یک بنای تاریخی به سبک معماری نئوکلاسیک و مربوط به قرن ۱۸ میلادی در شهر برلین آلمان می‌باشد، این بنا به دستور فریدریش ویلهلم دوم پادشاه پروس و در طول اوایل انقلاب باتاویان ساخته شد. این دروازه در قسمت غربی شهر و در تقاطع دو خیابان ابرت و «اونتر دن لیندن» (به معنی: زیر درختان نمدار) واقع شده‌است. از میان دروازه‌های متعدد برلین در زمان قدیم، تنها دروازه براندنبورگ باقی مانده‌است.
دروازه براندنبورگ، درب ورودی عظیم‌الجثه خیابان معروف اونتر دن لیندن است. این خیابان که به قصر شهری پادشاهی پروس ختم می‌شود، درختان نمدار بسیاری دارد. این بنا به عنوان یکی از معروفترین نمادهای اروپا در نظر گرفته می‌شود. ساختمان پارلمان آلمان در شمال این دروازه و به فاصله یک بلوک از آن قرار دارد. طرح بنای این دروازه مشابه دروازه ورودی شهر آتن یا دروازه معروف پروپیلائه، می‌باشد که همچون تاریخ معماری کلاسیک برلین کماکان استوار است. معمار نخستین دروازه برلین که ابتدا با نام آتن در کنار رودخانه اشپِرِی خوانده می‌شد، فردی به نام کارل گوتهارد فون لانگ هانس بود. ارابه چهار اسبه‌ای هم که بر فراز دروازه دیده می‌شود توسط فردی به نام یوهان گوتفرید شادو، ساخته شده‌است.
دوازده ستون دروازه براندنبورگ (۶ ستون در هر سمت) که به سبک دُریک ساخته شده‌اند، پنج راه عبور و مرور را تشکیل داده‌اند. مردم شهر فقط اجازه داشتند از دو مسیر واقع در منتهی‌الیه دو سمت دروازه برای رفت‌وآمد استفاده کنند. مجسمه ارابه چهار اسبه موجود بر فراز دروازه مربوط به ویکتوریا الهه پیروزی رومیان باستان است که در حال هدایت ارابه‌ای است که چهار اسب آن را می‌کشند. جالب‌ترین نکته دربارهٔ دروازه براندنبورگ این است که به‌رغم بر سرکار آمدن دولت‌های مختلف با جهت‌گیری‌های سیاسی متفاوت در این کشور، دروازه زیبای برلین همچنان پابرجاست. این دروازه در زبان محلی به نام براندنبورگر تُر نامیده می‌شود.

## براندنبورگ در تاریخ
این دروازه همچنین در دوران آلمان نازی محل برگزاری رژه ی افتخار ورماخت ، مراسم های حزبی و... بوده است به طوری که پرچم های سواستیکا دور تا دور از دروازه آویزان بوده اند. 

## حمایت با پخش نور
این دروازه در حمایت و اعلام همبستگی از اقلیت های جنسی و کشور های جهان در هنگام بروز اتفاقات بین المللی با پخش نور حمایت دولت آلمان را نشان داده اند.
- پخش نور در حمایت از اسرائیل [۲]
- پخش نور در حمایت از کشور بریتانیا [۳]
- پخش نور در حمایت از اقلیت های جنسی [۴]